# Onur Cenik
Onur Cenik (* 24. September 1992 in Hagen) ist ein deutsch-türkischer Fußballspieler, der in der Abwehr vorrangig als Innenverteidiger eingesetzt wird.

## Karriere

### Verein
Onur Cenik begann seine Karriere 1996 in der Jugend der TSG Herdecke. Im Sommer 2002 wechselte er in die Jugend des TSC Eintracht Dortmund und ein Jahr später in die Jugend des Stadtrivalen und Bundesligisten Borussia Dortmund. Im Sommer 2010 schaffte er den Sprung in den Kader der zweiten Mannschaft, die in die Regionalliga West abgestiegen war. In der folgenden Spielzeit spielte er aber auch noch in der U-19 des BVB. Ab der Saison 2011/12 spielte er nur noch in der zweiten Mannschaft, konnte sich aber keinen Stammplatz erspielen. Im Sommer 2012 stieg er mit der zweiten Mannschaft in die 3. Liga auf. Am 7. August 2012, dem 4. Spieltag der Saison 2012/13, kam er zu seinem Debüt im Profifußball, als er im Heimspiel gegen den Wacker Burghausen (2:1) in der 90. Minute für Kerem Demirbay eingewechselt wurde. Nach nur drei Kurzeinsätzen in der 3. Liga wurde er Anfang Januar 2013 vom Trainer David Wagner aus dem Kader gestrichen und durfte sich einen neuen Verein suchen.
Am 18. Januar 2013 wechselte Cenik zum türkischen Erstligisten Kardemir Karabükspor, bei dem er einen Vertrag mit Laufzeit bis zum 30. Juni 2016 unterschrieb. Zur Saison 2015/16 wechselte er zum Zweitligisten Giresunspor. Im Sommer 2016 verließ er diesen wieder.

### Nationalmannschaft
Onur Cenik wurde Ende August für die U18 des Deutschen Fußball-Bundes nominiert und kam am 9. September 2009 zu seinem ersten Länderspieleinsatz, als er im Heimspiel gegen Burkina Faso (1:1) in der Startelf stand und durchspielte. Danach wurde er jedoch nicht mehr nominiert und entschied sich deshalb für den türkischen Fußballverband aufzulaufen. Dort kam er im Juli 2010 zu zwei Einsätzen in der U18.